# Vesna (cràter)
Vesna és un cràter d'impacte en el planeta Venus de 14,9 km de diàmetre. Porta el nom d'un antropònim eslau, i el seu nom va ser aprovat per la Unió Astronòmica Internacional el 1994.